# 音ドキッ!
『音ドキッ!』（おとドキッ!）は、北海道放送（HBCテレビ）で放送されている音楽番組。

## 概要
2016年7月30日・8月6日（2016年7月29日・8月5日深夜）に2週に分けて『ガッチャンコバラエティ・音ドキッ!』として7月16日に行われた「HBC赤れんがプレミアムフェスト『今日ドキッ!SUMMER LIVE』」の模様を放送した後、2016年11月6日（5日深夜）0時53分よりレギュラー放送開始。
MCは『今日ドキッ!』のグッチー。
HBCラジオにてラジオ版である『音ドキッ!R（ラジオ）』も放送されている。

## スタッフ
- 製作著作：HBC北海道放送

## 放送局
| 放送対象地域 | 放送局            | 放送日時                     | 備考   |
| ------------ | ----------------- | ---------------------------- | ------ |
| 北海道       | 北海道放送（HBC） | 日曜 1:28 - 1:58（土曜深夜） | 制作局 |